# John Hannett
John Hannett, baron Hannett d'Everton, (né le 23 juin 1953) est un syndicaliste britannique et ancien secrétaire général du Syndicat des travailleurs des magasins, de la distribution et des secteurs connexes (USDAW). Il est nommé membre de la Chambre des lords en 2024.

## Jeunesse et carrière
Hannett est né à Liverpool en 1953. Il est commissaire aux bas salaires de 2007 à 2018. Il est un ancien membre du comité exécutif et du conseil général du TUC. Hannett représente l'Usdaw au sein du NEC du Parti travailliste de 1998 à 2005. Il est également administrateur du People's History Museum de Manchester.
Hannett est secrétaire général de l'Usdaw de mai 2004 à juin 2018, avant d'être réélu en septembre 2008. Avant cela, il est responsable régional à partir de 1985, responsable national à partir de 1990 et secrétaire général adjoint à partir de 1997.
Hannett est nommé Officier de l'Ordre de l'Empire britannique (OBE) lors des honneurs du Nouvel An 2020 pour services rendus à l'économie. Il est nommé pour une pairie à vie par le leader travailliste Keir Starmer et est créé baron Hannett d'Everton, de Bramley-Moore Dock dans la ville de Liverpool, le 12 mars 2024. Il est présenté à la Chambre des Lords le 19 mars.